# Cappoquin
Cappoquin (Ceapach Choinn en irlandais) est une localité irlandaise dans le comté de Waterford, située sur le fleuve Blackwater, d'un peu moins 800 habitants. La ville est située sur un coude de la rivière et se trouve au pied des montagnes Knockmealdown. La ville se trouve à quelques km de l'abbaye de Mount Melleray et de Lismore, dans le comté de Waterford.
À proximité se trouve Cappoquin House, construite dans les années 1770 sur le site d'un ancien château des FitzGerald, qui surplombe la ville et possède des jardins à la française et des terrains paysagers, ouverts au public. La Dromana House du XVIIIe siècle, ses jardins et son pavillon d'entrée élaboré sont également situés près de Cappoquin. Ancienne propriété des FitzGerald, plus tard Villiers-Stuart, la maison contient des vestiges de toutes les époques de construction en Irlande depuis le XIIIe siècle. Elle propose visites, séminaires, hébergements, conférences...  

## Galerie

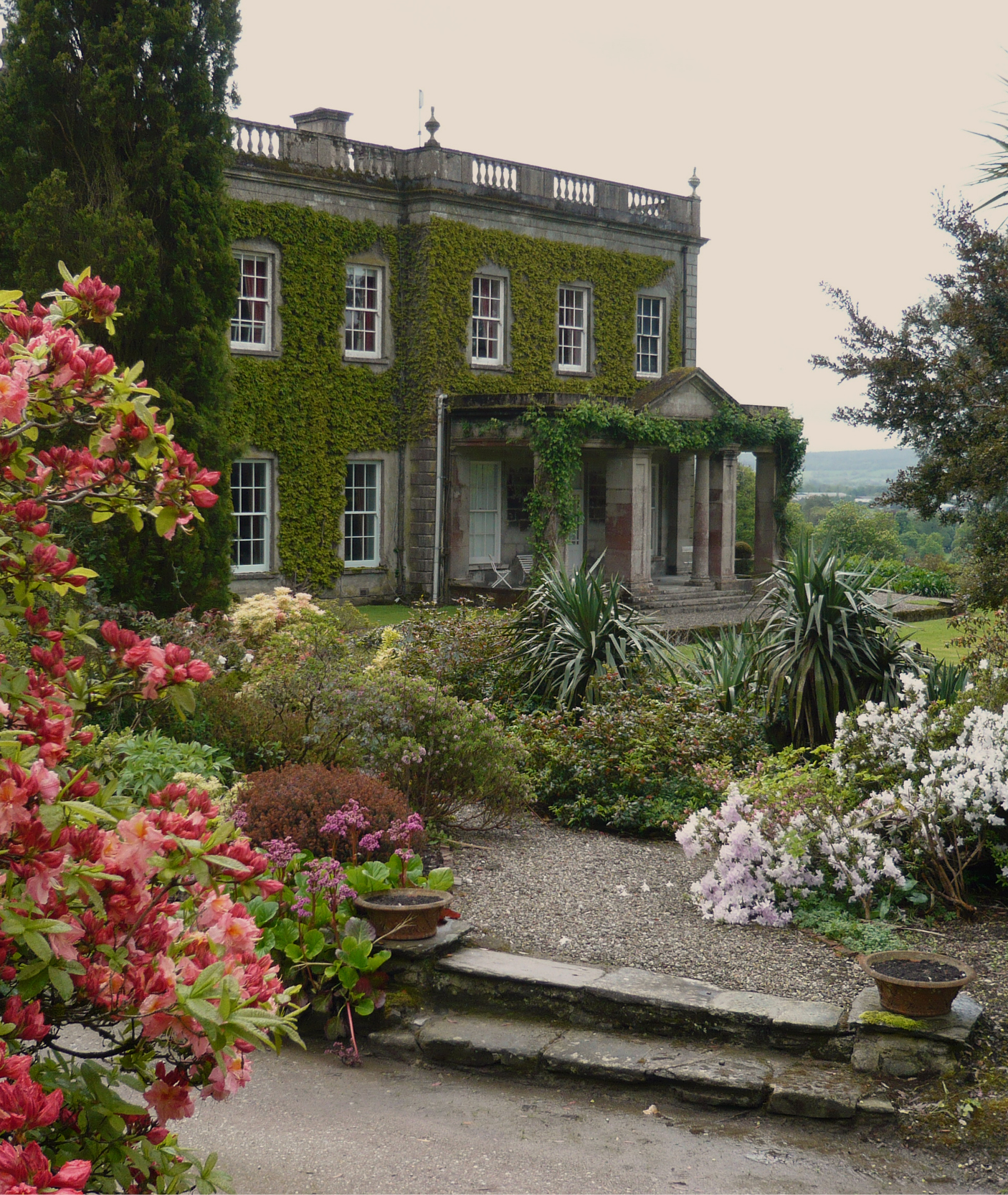
La maison Cappoquin avec ses jardins.
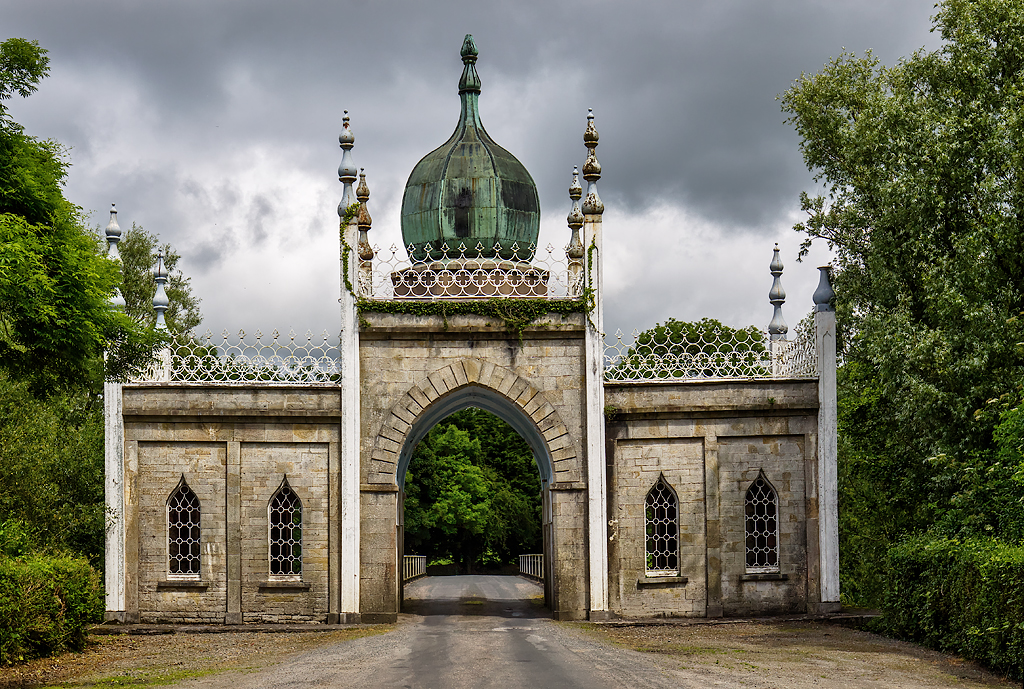
Entrée de la maison Dromana.
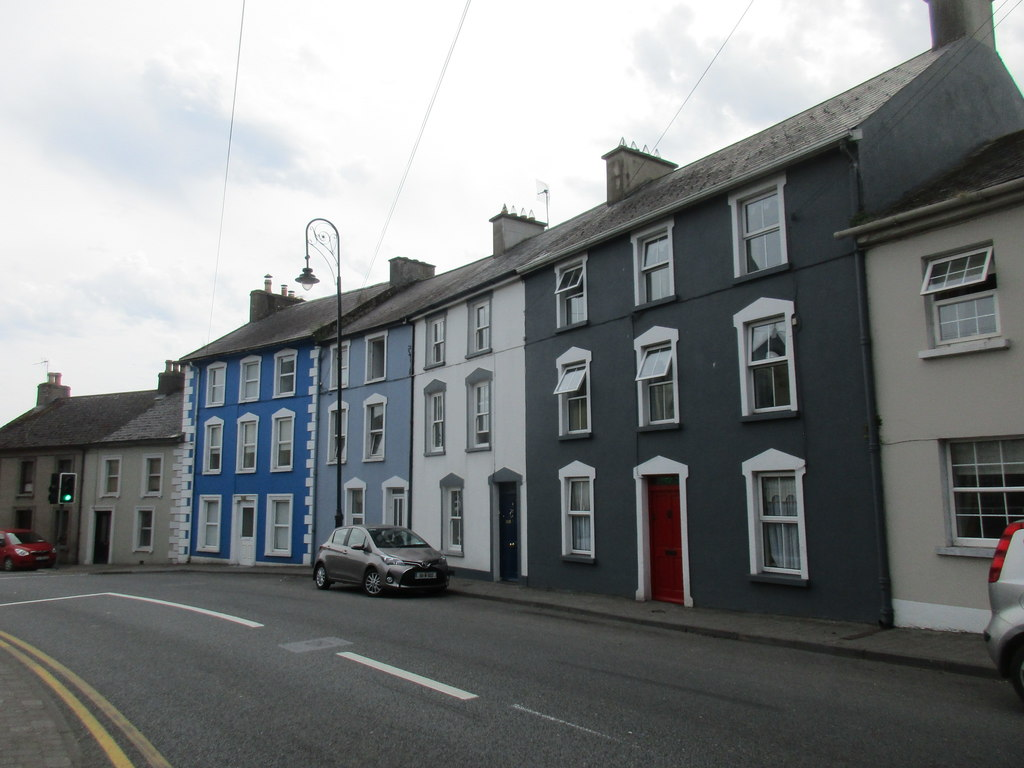
Maisons sur Mill Steet.

## Jumelages
Chanat-la-Mouteyre (France) depuis 1999.

### Articles liés
- Abbaye de Mount Melleray